# Бизертинский кризис
Бизертинский кризис или франко-тунисская война (фр. Crise de Bizerte, араб. أحداث بنزرت‎ ʾAḥdāth Binzirt) — военный конфликт 1961 года между Францией и Тунисом. Предметом конфликта была военно-морская база в Бизерте, после получения Тунисом независимости в 1956 году остававшаяся владением Франции.

## Предыстория
После провозглашения независимости Туниса, Франция по соглашению о внутренней автономии, заключённому 3 июня 1955 года, сохранила контроль над двумя территориями, на которых находились военные базы — город Бизерта с прилегающими территориями на севере Туниса, а также территория на юге страны. 22 марта 1956 года через два дня после провозглашения независимости президент Туниса Хабиб Бургиба объявил, что его целью является вывод всех французских войск из Туниса, включая Бизерту, после окончания переходного периода. Вывод войск с юга страны был осуществлён в 1958 году, после того, как в ходе алжирской войны французская авиация по ошибке провела бомбардировку тунисской деревни Сакиет Сиди-Юсеф 8 февраля 1958 года..
Военно-морская база в Бизерте рассматривалась как стратегический пункт французской армией и НАТО как единственная морская база, расположенная на южном берегу Средиземного моря вне принадлежавшего на тот момент Франции Алжира.

## Течение конфликта

### Нарастание напряжённости
27 февраля 1961 года Бургиба встретился в Рамбуйе с президентом Франции Шарлем де Голлем, который указал на стратегическую важность базы в Бизерте, контролирующей пролив между Сицилией и Африкой, важнейший морской путь между Гибралтаром и Суэцким каналом, для обороны Франции. Вместе с Брестом, Тулоном и Мерс-эль-Кебиром Бизерта представляла «часть цепочки баз, необходимых для защиты Франции и её ядерного запаса».

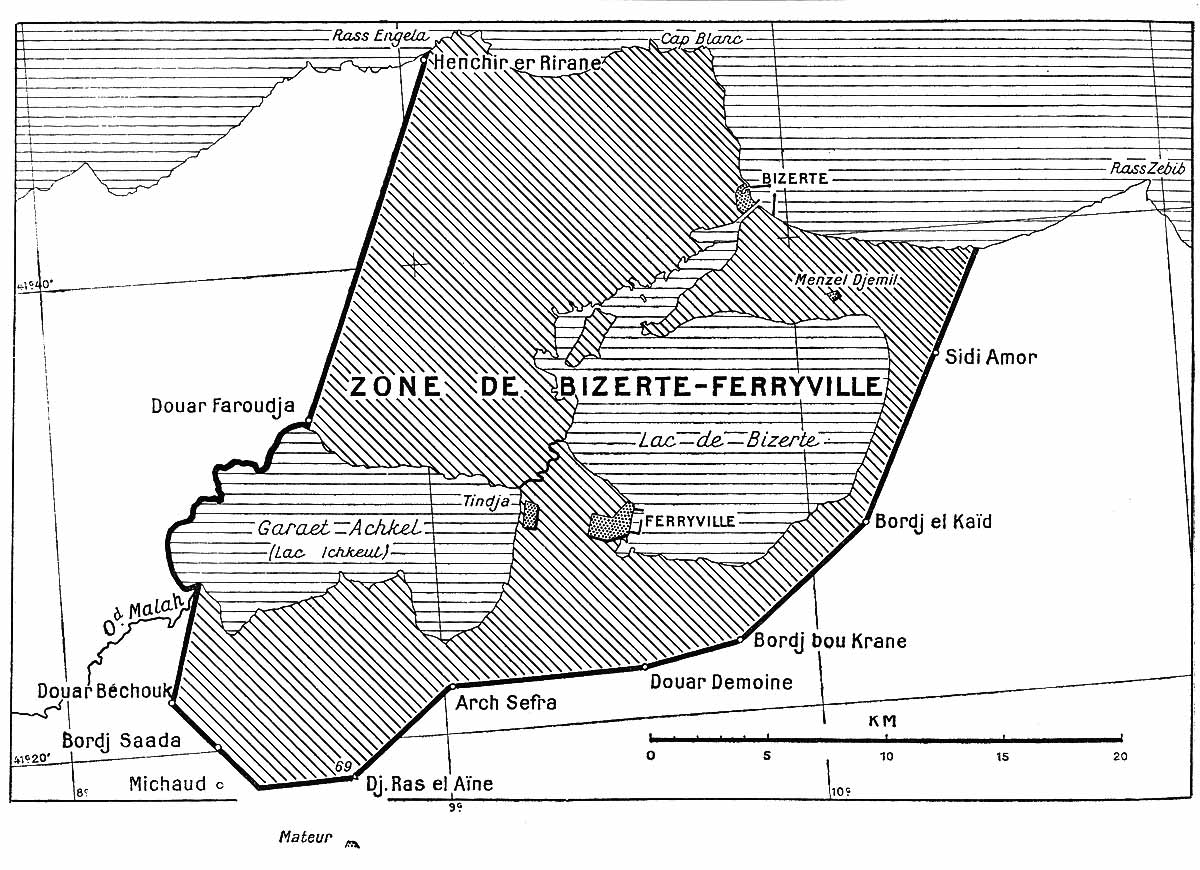
Военная зона Бизерта-Ферривиль

4 мая французский адмирал Морис Амман объявил тунисскому правительству о начале работ по расширению взлётно-посадочной полосы в Бизерте, заходившей на полтора метра на территорию Туниса. Работы по расширению полосы на самом деле начались уже 15 апреля в одностороннем порядке и без объявления. Взбешённый Бургиба, которому нужно было соглашение с Францией как крупнейшим экономическим партнёром Туниса, произвёл ответные шаги: 13 июня национальная гвардия вынудила тунисских рабочих, занятых на строительстве, прекратить работу, 15 июня вынуждены были прекратить работу заменившие их французские военные, и, наконец, 24 июня адмирал Амман отдал приказ о прекращении строительства.
Затем Тунис построил стену по периметру базы, что вызвало резкое недовольство Франции и способствовало нагнетанию напряжённости. 6 июля в Бизерте прошла многотысячная демонстрация с требованием эвакуации базы, что ещё более усилило напряжённость: Тунис хотел оказать давление на Францию, но де Голль счёл такой метод давления неприемлемым. С 7 по 13 июля по всему Тунису проходили ежедневные демонстрации, и более 6000 членов молодёжной организации правящей партии Нео-Дестур записались в добровольцы и отправились в Бизерту. По периметру базы были вырыты километры окопов. Персонал базы составлял 7700 военнослужащих.

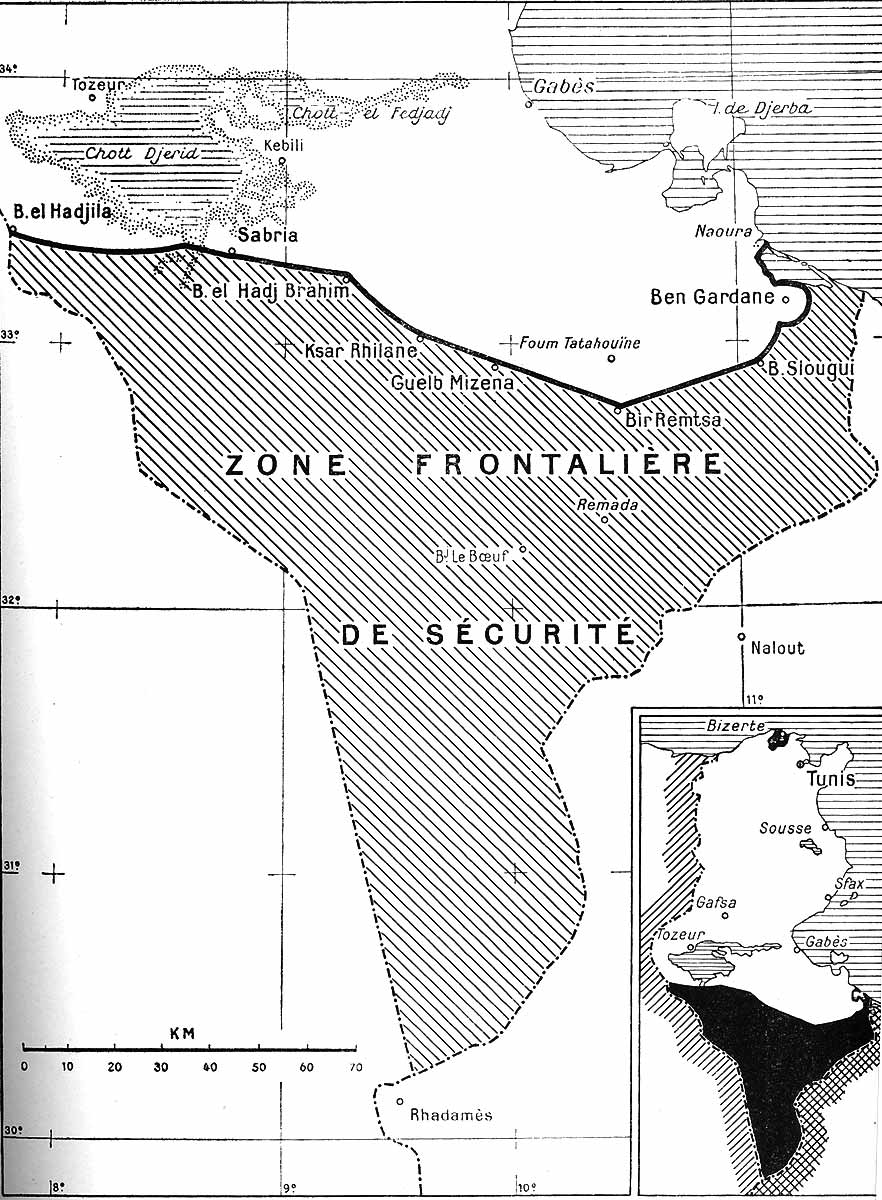
Военная зона на юге Туниса

Бургиба оказался в дипломатической изоляции, так как его подозревали в прозападных взглядах. В попытке сблизиться с другими арабскими странами, в особенности Египтом, Ливией и Марокко, а также временным правительством Алжира, Бургиба решил потребовать немедленного вывода французских войск с тунисской территории и демаркации южной границы страны, в особенности вблизи нефтяных месторождений Эджеле, откуда начинался нефтепровод для доставки алжирской нефти в Тунис. Одновременно в полночь 13 июля тунисская армия была приведена в состояние повышенной боевой готовности. 17 июля Бургиба озвучил свои требования, выступая перед Национальной Ассамблеей, заявив, что Тунис потребовал от Франции сократить период деколонизации, как это было сделано в Марокко, но де Голль отказался выполнить эти требования.
Бургиба объявил о блокаде французской базы в Бизерте: 19 июля три тунисских батальона, поддержанных артиллерией, заняли позиции, сделав невозможным передвижение французских военных транспортных средств, тем самым 30 военных и 22 французских гражданских лица оказались интернированными в Сусе. Кроме того, он отдал приказ тунисским войскам войти в Алжир через южную границу и занять зону между Бир-Роман и Гарет-эль-Хамель, где граница не была демаркирована согласно договору 19 мая 1910 года между Францией и Османской империей.

### Военные действия
Де Голль принял решение не поддаваться на шантаж Бургибы и отдал приказ о военном вторжении (операция «Бульдог», фр. l'opération Bouledogue). В 14 часов тунисское правительство передало по радио следующее сообщение:
Воздушное пространство над Бизертой и над югом Туниса, от Габеса, закрыто для всех воздушных судов. Уточняется, что эта мера направлена против французских военных самолётов, которые, согласно министру информации Франции, осуществляли и осуществляют транспорт парашютистов на базу в Бизерте. Тунисские вооружённые силы получили приказ открывать огонь по всем французским самолётам, нарушающим воздушное пространство Туниса.
 Тунисская армия установила также артиллерийскую батарею около посадочной полосы в Сиди-Ахмед и артиллерийские орудия по периметру базы в Бизерте.
Около часа ночи 20 июля 300-400 тунисцев атаковали ворота арсенала Сиди-Абдаллах на территории военной базы Бизерта, а в четвертом часу начали минометный обстрел аэродрома Сиди-Ахмед, в результате которого были повреждены семь самолетов ВМС Франции. В шесть утра адмирал Амман предоставил адмиралу Пикар-Десталани свободу ответных действий .
После высадки десанта с кораблей авианосного соединения операция «Бульдог» развивалась по двум направлениям: операция «Charrue longue» имела целью уничтожение тунисских артиллерийских батарей, а целью операции «Ficelle» была расчистка подходов к проливу Гуле-дю-Лак и деблокирование военно-морской базы. Одновременно корабельная авиация начала наносить удары по тунисским постам вокруг Бизерты.
В 9.30 20 июля Бургиба выступил с обращением к Вооружённых силам: «В соответствии с конституцией, вы обязаны сопротивляться оккупации города Бизерта французскими войсками всеми средствами. Будьте храбрыми. Аллах с нами!».
Около 15.30 20 июля французы понесли первые серьёзные потери - были сбиты два вертолёта «Алуэтт» с десантниками. В тот же день Бургиба объявил о разрыве дипломатических отношений с Францией в Совете Безопасности ООН, а Временное правительство республики Алжир предложило Тунису военную помощь.
В ночь с 21 на 22 июля Совет безопасности ООН провёл внеочередное заседание, на котором рассмотрел ситуацию в Тунисе. 22 июля было подписано соглашение о прекращении огня. Французские войска прекратили военные операции, отвечая только на атаки подразделений армии Туниса. В 8.00 23 июля 1961 года вступило в силу полное прекращение огня.

## Последствия

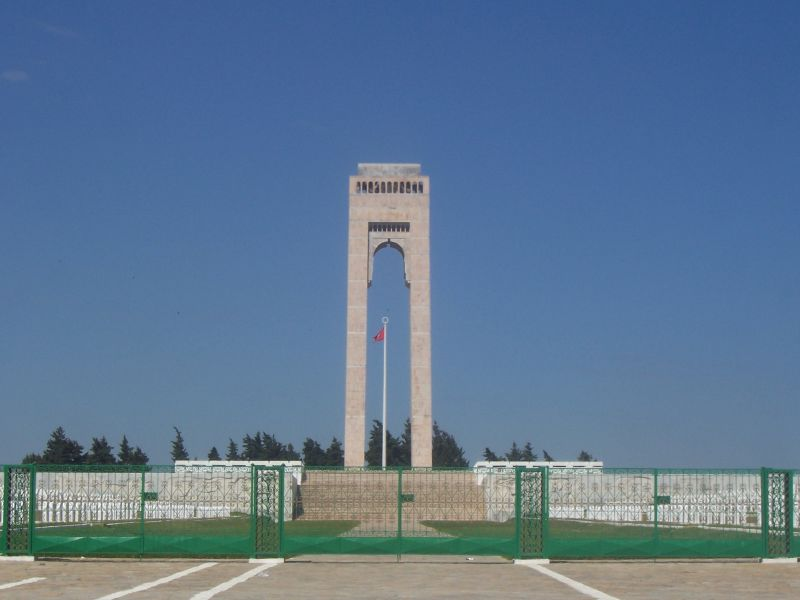
Памятник погибшим в Бизерте

По официальным данным, во время кризиса потери вооружённых сил Франции составили 24 человека убитыми и до 100 ранеными, а потери Туниса - 630 убитыми и 1555 ранеными. По данным тунисского Красного Полумесяца, кризис стоил 5000 человеческих жизней.
17 сентября 1961 года начались франко-тунисские переговоры об эвакуации французов из Бизерты и постепенном выводе французских войск с территории базы. 29 сентября было достигнуто соглашение. Окончательно французский военный флот оставил Бизерту 15 октября 1963 года. В честь этого события в Тунисе был учрежден государственный праздник - День эвакуации, который отмечается ежегодно 15 октября.